# 安京縣
安京縣是隋代改南陳安京郡所置的一個縣，有羅浮山、武郎江。唐代屬嶺南道欽州，至德二載（757年）更名保京縣。北宋初復為安京縣，景德中更名安遠縣。其轄地在今廣西省、越南邊境一帶地方。